# Dicranomyia (Dicranomyia) pentadactyla
Dicranomyia (Dicranomyia) pentadactyla is een tweevleugelige uit de familie steltmuggen (Limoniidae). De soort komt voor in het Oriëntaals gebied.